# Прибој
Прибој је градско насеље у Србији и седиште истоимене општине у Златиборском управном округу. Највећи је град Полимља. Према попису из 2022.. било је 13.172 становника. Развио се из средњовековног трга, насталог испод тврђаве Јагат, чије се рушевине налазе изнад града, на планини Бић.

## Назив
Павле Ровински је у другом тому Етнографије Црне Горе записао да прибој значи тор.

## Географија
Прибој је град на југозападу Србије на тромеђи Црне Горе, Босне и Херцеговине односно Републике Српске и Србије.
Прибој се налази на реци Лим, изнад којег се издижу високе планине. Сам град Прибој се налази на 395 m надморске висине уз обе стране реке Лим.
Југозападно од Прибоја уз границу са БиХ налази се Бић висине 1.386 m, југоисточно од Прибоја налази се планина Побијеник висине 1.423 m, северно од Прибоја налази се прибојски Црни врх висине 1.186 m, a североисточно Бањско брдо висине 1.282 m.
Највиша кота општине Прибој је врх Обер на планини Јаворје висине 1.486 m.
Овде се налази Железничка станица Прибој.

## Историја
Током средњег века, читава област доњег Полимља припадала је средњовековној српској држави. Званични писани извори дају податке о насеобини Прибој од почетка 15. века, али се са сигурношћу може тврдити да је утврђени град Јагат на Малом Бићу зидан у 13. или 14. веку.
У 13. веку се први пут помиње и жупа Дабар чије је седиште било у Бањи. Бању као утврђено насеље и напредан град помиње арапски географ, Ел Идриз Абдулах давне 1153, а тај епитет она задржава и у времену Немањића и њихових велможа Војиновића, Алтомановића и других. Од 1219. до 1698, када Турци спаљују и руше манастир Светог Николе, Бања је била седиште Дабарске епископије.
Под турску управу Прибој долази између 1459. и 1463. године, када се први пут у турским изворима и помиње. Под влашћу Османског царства остао је све до 25. октобра 1912, када је ослобођен и припојен Краљевини Србији. За време турске управе Прибој припада, привремено, разним кадилуцима, срезовима, у Вишеграду, Чајничу, Новој Вароши, Пријепољу и Пљевљима а повремено је бивао и самосталан. Након Берлинског конгреса 1879. године у Прибој долази и аустроугарски гарнизон ( Зеленац и Бања ), који у Прибоју остаје до 1909. године. Долазак аустроугарске војске доводи до развоја трговине, заната и других услужних делатности, а саграђен је и први хотел савременог типа.
У Прибоју 1899. године није било српске православне цркве. Постојала је само капела при српској основној школи, као метох манастира Бање. Те године је прослављен у њој празник Св. Сава. Школски домаћин (кум славе) био је трговац Алекса Борисављевић. Увече је у градићу одржана "Забава са игранком" у организацији Одбора за образовање Фонда при месној школи за помоћ сиромашној школској деци.
Указом Краља од 23. јануара 1914. године насеље је добило статус варошице.
Са избијањем Првог светског рата 1914, Прибој добија прворазредан стратешки значај. Услед повлачења српске војске, под притиском удружене немачке, аустро-угарске и бугарске офанзиве у јесен 1915. године прибојски крај је доспео под окупацију. У окупираној Србији Прибој се нашао у аустроугарској окупационој зони. Окупација је трајала све до новембра 1918, када Прибој улази у састав Краљевине Срба, Хрвата и Словенаца.
Између два светска рата Прибој се развија врло споро, изузев трговине и занатства. Изградња друмских путних праваца од Прибоја према Новој Вароши и Пријепољу, па према Рудом, Пљевљима и Сарајеву, а нарочито пруга Увац – Прибој, ојачава трговински промет Прибоја. Развој занатства и трговине доводи до активирања становништва на формирању спортских друштава и организација као и културно – забавног живота.
Наступајући од Вишеграда преко Бијелог брда у Прибој су 17. априла 1941. године ушли Немци. Поделом окупационих територија Прибој је припао италијанској окупационој зони и у њеном саставу остаје до 1943. кад их мењају Бугари. 12. септембра 1943. године Прибој ослобађа 1. Прибојска бригада Југословенске војске у отаџбини. Почетком 1945. године отпочеле су операције на ослобађању ових крајева. Делови треће Санџачке 12. јануара 1945. ослобађају Прибој и околину.

## Демографија
У насељу Прибој живи 12.365 пунолетних становника, а просечна старост становништва износи 42,0 година (41,1 код мушкараца и 42,8 код жена).
Становништво у овом насељу је мешовито уз српску већину (према попису из 2011. године), а у последња два пописа примећен је пад у броју становника.
|             | \| Демографија[3] \| Демографија[3] \| Демографија[3] \| \| Година \| Становника \| Становника \| \| -------------- \| -------------- \| -------------- \| \| 1948. \| 1.549 \| \| \| 1953. \| 1.902 \| \| \| 1961. \| 5.490 \| \| \| 1971. \| 13.034 \| \| \| 1981. \| 18.295 \| \| \| 1991. \| 22.137 \| 21.949 \| \| 2002. \| 19.564 \| 21.999 \| \| 2011. \| 14.920 \| \| |            |
| Демографија | |            |
| Година      | Становника | Становника |
| 1948.       | 1.549 |            |
| 1953.       | 1.902 |            |
| 1961.       | 5.490 |            |
| 1971.       | 13.034 |            |
| 1981.       | 18.295 |            |
| 1991.       | 22.137 | 21.949     |
| 2002.       | 19.564 | 21.999     |
| 2011.       | 14.920 |            |

| Етнички састав према попису из 2011.‍ | Етнички састав према попису из 2011.‍ | Етнички састав према попису из 2011.‍ | Етнички састав према попису из 2011.‍ | Етнички састав према попису из 2011.‍ |
| ------------------------------------ | ------------------------------------ | ------------------------------------ | ------------------------------------ | ------------------------------------ |
|                                      |                                      |                                      |                                      |                                      |
| Срби                                 | Срби                                 |                                      | 10.821                               | 72,52%                               |
| Бошњаци                              | Бошњаци                              |                                      | 2.274                                | 15,24%                               |
| Муслимани                            | Муслимани                            |                                      | 1.229                                | 8,23%                                |
| Црногорци                            | Црногорци                            |                                      | 106                                  | 0,71%                                |
| Југословени                          | Југословени                          |                                      | 28                                   | 0,18%                                |
| Роми                                 | Роми                                 |                                      | 22                                   | 0,14%                                |
| Хрвати                               | Хрвати                               |                                      | 15                                   | 0,10%                                |
| Мађари                               | Мађари                               |                                      | 9                                    | 0,06%                                |
| Македонци                            | Македонци                            |                                      | 9                                    | 0,06%                                |
| Власи                                | Власи                                |                                      | 5                                    | 0,03%                                |
| Руси                                 | Руси                                 |                                      | 5                                    | 0,03%                                |
| Словенци                             | Словенци                             |                                      | 3                                    | 0,02%                                |
| Украјинци                            | Украјинци                            |                                      | 2                                    | 0,01%                                |
| Албанци                              | Албанци                              |                                      | 1                                    | 0,01%                                |
| Горанци                              | Горанци                              |                                      | 1                                    | 0,01%                                |
| Румуни                               | Румуни                               |                                      | 1                                    | 0,01%                                |
| Остали                               | Остали                               |                                      | 14                                   | 0,09%                                |
| Регионална припадност                | Регионална припадност                |                                      | 8                                    | 0,05%                                |
| Неизјашњени                          | Неизјашњени                          |                                      | 237                                  | 1,58%                                |
| Непознато                            | Непознато                            |                                      | 130                                  | 0,87%                                |
| укупно: 14.920                       |                                      |                                      |                                      |                                      |

| \| \| м \| \| \| ж \| \| ? \| 33 \| \| \| 35 \| \| 80+ \| 64 \| \| \| 64 \| \| 75—79 \| 92 \| \| \| 141 \| \| 70—74 \| 218 \| \| \| 253 \| \| 65—69 \| 463 \| \| \| 416 \| \| 60—64 \| 532 \| \| \| 514 \| \| 55—59 \| 565 \| \| \| 559 \| \| 50—54 \| 699 \| \| \| 781 \| \| 45—49 \| 928 \| \| \| 929 \| \| 40—44 \| 827 \| \| \| 859 \| \| 35—39 \| 666 \| \| \| 763 \| \| 30—34 \| 561 \| \| \| 647 \| \| 25—29 \| 564 \| \| \| 612 \| \| 20—24 \| 812 \| \| \| 806 \| \| 15—19 \| 850 \| \| \| 808 \| \| 10—14 \| 720 \| \| \| 696 \| \| 5—9 \| 631 \| \| \| 554 \| \| 0—4 \| 460 \| \| \| 442 \| \| Просек : \| 36,0 \| \| \| 36,7 \| |      |  |  |      |
| |      |  |  |      |
| | м    |  |  | ж    |
| ? | 33   |  |  | 35   |
| 80+ | 64   |  |  | 64   |
| 75—79 | 92   |  |  | 141  |
| 70—74 | 218  |  |  | 253  |
| 65—69 | 463  |  |  | 416  |
| 60—64 | 532  |  |  | 514  |
| 55—59 | 565  |  |  | 559  |
| 50—54 | 699  |  |  | 781  |
| 45—49 | 928  |  |  | 929  |
| 40—44 | 827  |  |  | 859  |
| 35—39 | 666  |  |  | 763  |
| 30—34 | 561  |  |  | 647  |
| 25—29 | 564  |  |  | 612  |
| 20—24 | 812  |  |  | 806  |
| 15—19 | 850  |  |  | 808  |
| 10—14 | 720  |  |  | 696  |
| 5—9 | 631  |  |  | 554  |
| 0—4 | 460  |  |  | 442  |
| Просек : | 36,0 |  |  | 36,7 |

| Година пописа     | 1948. | 1953. | 1961. | 1971. | 1981. | 1991. | 2002. |
| ----------------- | ----- | ----- | ----- | ----- | ----- | ----- | ----- |
| Број домаћинстава | 388   | 516   | 1.853 | 3.645 | 5.037 | 6.297 | 6.199 |

| Број чланова      | 1   | 2     | 3     | 4     | 5   | 6   | 7  | 8  | 9 | 10 и више | Просек |
| ----------------- | --- | ----- | ----- | ----- | --- | --- | -- | -- | - | --------- | ------ |
| Број домаћинстава | 802 | 1.338 | 1.234 | 2.039 | 573 | 151 | 48 | 10 | 3 | 1         | 3,16   |

| Пол    | Укупно | Неожењен/Неудата | Ожењен/Удата | Удовац/Удовица | Разведен/Разведена | Непознато |
| ------ | ------ | ---------------- | ------------ | -------------- | ------------------ | --------- |
| Мушки  | 7.874  | 2.449            | 5.049        | 237            | 83                 | 56        |
| Женски | 8.187  | 1.990            | 5.108        | 817            | 230                | 42        |
| УКУПНО | 16.061 | 4.439            | 10.157       | 1.054          | 313                | 98        |

| Пол    | Укупно                    | Пољопривреда, лов и шумарство | Рибарство                            | Вађење руде и камена | Прерађивачка индустрија       |
| ------ | ------------------------- | ----------------------------- | ------------------------------------ | -------------------- | ----------------------------- |
| Мушки  | 2.910                     | 71                            | 0                                    | 3                    | 1.303                         |
| Женски | 2.085                     | 33                            | 0                                    | 1                    | 601                           |
| Укупно | 4.995                     | 104                           | 0                                    | 4                    | 1.904                         |
|        |                           |                               |                                      |                      |                               |
| Пол    | Производња и снабдевање   | Грађевинарство                | Трговина                             | Хотели и ресторани   | Саобраћај, складиштење и везе |
| Мушки  | 96                        | 127                           | 300                                  | 103                  | 277                           |
| Женски | 46                        | 16                            | 358                                  | 143                  | 65                            |
| Укупно | 142                       | 143                           | 658                                  | 246                  | 342                           |
|        |                           |                               |                                      |                      |                               |
| Пол    | Финансијско посредовање   | Некретнине                    | Државна управа и одбрана             | Образовање           | Здравствени и социјални рад   |
| Мушки  | 16                        | 32                            | 254                                  | 138                  | 97                            |
| Женски | 42                        | 21                            | 104                                  | 212                  | 370                           |
| Укупно | 58                        | 53                            | 358                                  | 350                  | 467                           |
|        |                           |                               |                                      |                      |                               |
| Пол    | Остале услужне активности | Приватна домаћинства          | Екстериторијалне организације и тела | Непознато            | Непознато                     |
| Мушки  | 41                        | 0                             | 0                                    | 52                   | 52                            |
| Женски | 46                        | 0                             | 0                                    | 27                   | 27                            |
| Укупно | 87                        | 0                             | 0                                    | 79                   | 79                            |

## Привреда
Највећа фабрика у Прибоју је ФАП.
ФАП Прибој основан је као државно-привредно предузеће уделом владе СФР Југославије 1953. године.
Већ у првој деценији рада ФАП израста у највећег произвођача тешких привредних возила и аутобуса на Балкану. Садашњи технолошко-технички ниво свих капацитета омогућава годишњу производњу од 15.000 возила. За четрдесет година постојања ФАП је произвео укупно 147.831 возило. Крајем осамдесетих година представљао је преломни период у домену обима производње. На рачун квантитета растао је и квалитет, јер је осавремењен производни програм и повећана производња возила већих тежинских категорија. Са производне линије ФАП-а силазила су возила, шасије, сандучари, кипери, тегљачи, али и фургони, цистерне, силоси, комунална возила итд. Данас је у погону око 80.000 ФАП-ових возила на домаћем тржишту и око 70 000 на иностраном. На путевима Русије, Бугарске, Данске, Грчке, Пољске, Румуније, Ирака, Ирана, Чешке, Словачке, Кине, Египта, Сирије и Саудијске Арабије могу се срести возила марке ФАП.

## Познате личности
- Лазар Комарчић, новинар, књижевник (* 1839 - † 1909)
- Вујица Јевђевић, творац концепције развоја хидроенергетског система и система водопривреде Србије и Југославије (* 1913 - † 2006)
- Руждија Крупа, професор књижевности (* 1938)
- Мустафа Хасанагић, фудбалер (* 1941 - † 2023)
- Ана Бекута, певачица народне музике (* 1959)
- Слађан Шћеповић, фудбалер (* 1965)
- Милета Лисица, кошаркаш (* 1966 - † 2020)
- Мики Дамјановић, глумац (* 1977)
- Алем Тоскић, рукометаш (* 1982), европски вицешампион
- Велибор Ненадић, рукометаш (* 1957)
- Јовица Спајић, ултрамаратонац (* 1987)
- Гала Шалипур, глумица (* 1992)
- Амела Терзић, атлетичарка (* 1993)
- Марко Гудурић, кошаркаш (* 1995), освајач бронзане олимпијске медаље и светски вицешапмион
- Филип Симић, гастроном (*2005) освајач више медаља на националним такмичењима.